# Dumitru Popovici
Dumitru Popovici (n. 5 august 1983) este un fotbalist moldovean care joacă pentru clubul de fotbal Dacia Chișinău.
Popovici a jucat în prima rundă a Cupei UEFA Intertoto la echipa Tiligul Tiraspol împotriva echipei Pogoń Szczecin pe 18 iunie 2005. A jucat și în naționala de tineret a Moldovei.
Popovici a jucat în Liga Campionilor Asiei în 2007 pentru echipa arabă Al-Ittihad (Aleppo) .